# Zero Tolerance (film, 1995)
Pour les articles homonymes, voir Zero Tolerance.
Pour plus de détails, voir Fiche technique et Distribution.
Zero Tolerance est un film américain réalisé par Joseph Merhi, sorti en 1995.

## Fiche technique
- Titre : Zero Tolerance
- Réalisation : Joseph Merhi
- Scénario : Joe Hart
- Musique : John Gonzalez
- Pays d'origine : États-Unis
- Format : Couleurs - Stéréo
- Genre : action
- Durée : 88 minutes
- Date de sortie : 1995

## Distribution
- Robert Patrick : Jeff Douglas
- Titus Welliver : Ray Manta
- Mick Fleetwood : Helmut Vitch
- Michael O'Keefe : Milton Kowalski
- Kristen Meadows : Megan
- Barbara Patrick : Wendy Douglas